# Palazzo FAO

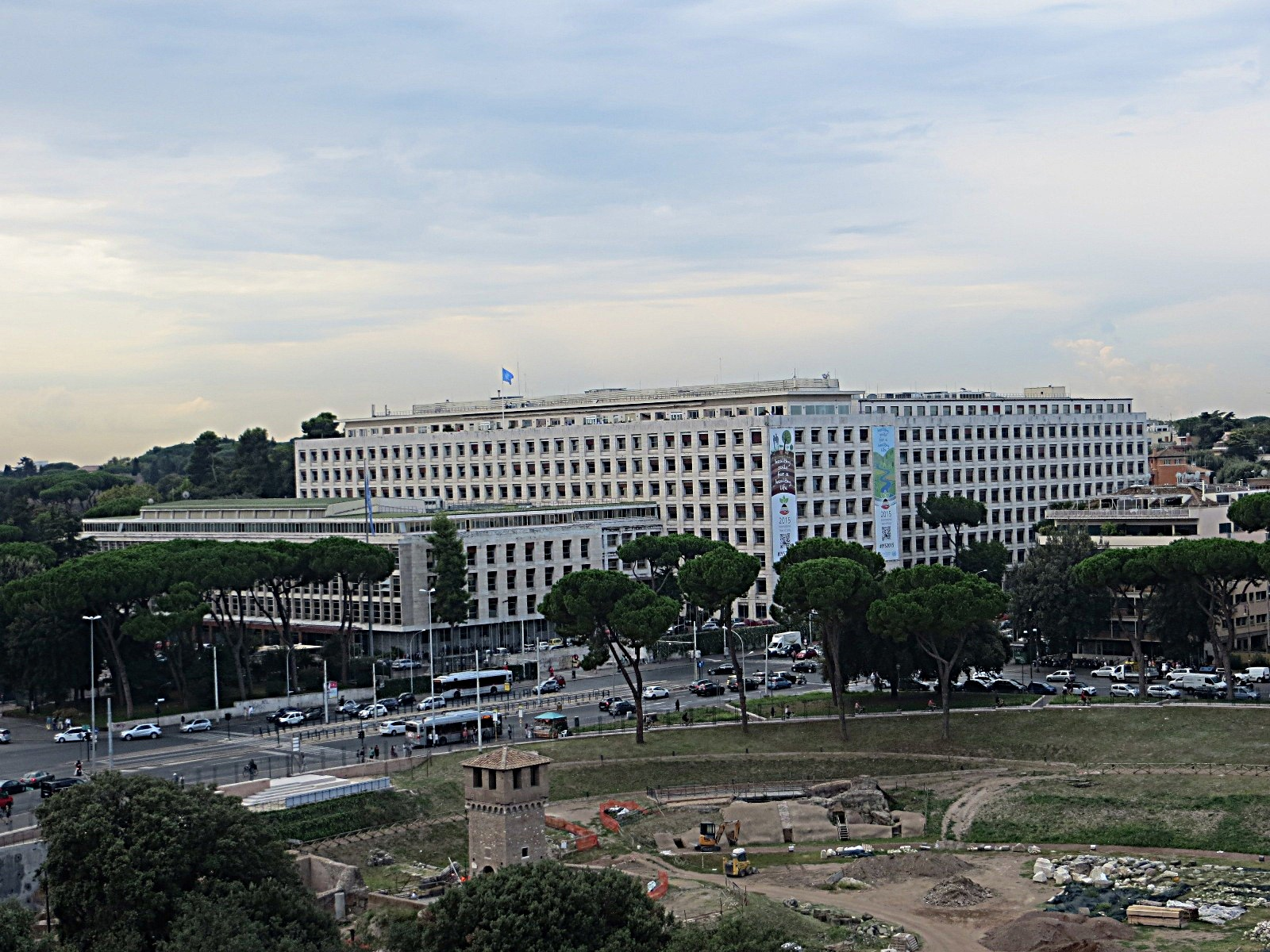
Vista do palácio.

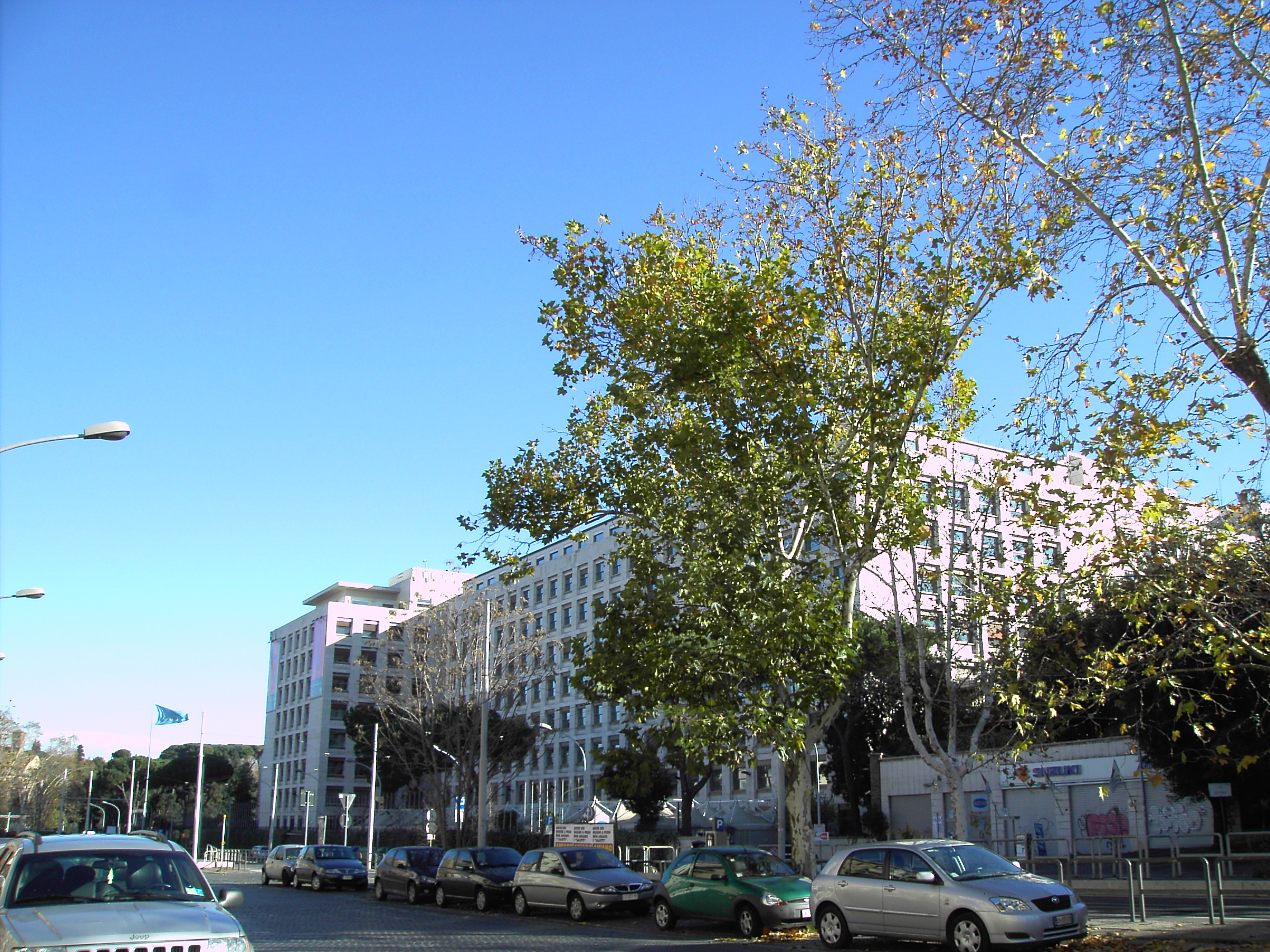
Vista a partir do Viale Aventino.

Palazzo FAO é um palácio localizado na esquina da Viale Aventino com a Viale delle Terme di Caracalla, no rione San Saba de Roma, bem ao lado das Termas de Caracala e do Circo Máximo. De grandes proporções, o edifício abriga a sede internacional da Organização das Nações Unidas para Alimentação e Agricultura (cuja sigla em inglês é FAO). 

## História
Este palácio foi projetado em 1938 por Vittorio Cafiero, o mesmo responsável pelo plano urbanístico de Asmara, e Mario Ridolfi, um dos membros do racionalismo italiano, para ser a sede do Ministério para os Assuntos Africanos do regime fascista, que até 1937, o ano da conquista da Etiópia, era chamado de Ministério das Colônias. Em frente ao enorme edifício, uma via de quatro pistas foi aberta, na época batizada de Viale Africa e depois rebatizada de Viale Aventino em 1945. O palácio ainda estava em construção quando a Itália se rendeu aos Aliados em setembro de 1943. As obras, agora conduzidas apenas por Cafiero, recomeçaram em 1947 e o edifício supostamente receberia o Ministério do Correio e das Telecomunicações. Depois da decisãó de entregar o edifício à FAO, o edifício foi ampliado e as obras acabaram em 1952. O estado italiano concedeu ao edifício o direito de extraterritorialidade e o alugou para a FAO pela simbólica taxa de um dólar americano, a ser pago anualmente com antecedência.
Em 1937, depois da invasão da Etiópia, especialistas do exército italiano trouxeram para Roma a segunda maior estela entre as muitas existentes em Axum. O monolito, do século IV, que por séculos permaneceu na Etiópia por séculos no chão, quebrado em vários pedaços, foi erigido em frente ao novo edifício para demonstrar a utilização do complexo. Em 2005, depois de se restaurada, a estela foi devolvida para a Etiópia e erigida novamente em Axum pelo governo italiano.